# けものフレンズ
『けものフレンズ』は、けものフレンズプロジェクトによる日本のメディアミックス作品。公式略称は「けもフレ」。
キャッチコピーは「あなたは、けものがお好きですか?!」「あの子たちと、友達（フレンズ）になれる！」。

## 概要
「アニマルガール」と呼ばれる、萌え擬人化された動物たちが集まる架空の動物園「ジャパリパーク」を舞台にした作品群によるメディアミックスプロジェクト。キャラクター及び世界観のコンセプトデザインとして吉崎観音を起用している。
アニマルガールは「人間が動物の外見をしている」のではなく、一貫して「動物が人間の外見をしているもの」として描かれている。

### 企画の経緯
2013年にKADOKAWAに持ち込まれた新規IP制作の依頼を発端に、吉崎観音によるキャラクターや世界観を使用した新規IP（知的財産権）の創出を目的として、KADOKAWAの梶井斉が中心となって2014年頃にプロジェクトが発足された。「原作はゲームでもアニメでもなく『動物』である」という吉崎の考えのもと、各メディアが「ジャパリパーク」「サンドスター」といった作品の基本設定を独自に解釈して展開する、複合的なプロジェクトとなっている。これらのプロジェクト方針の一環として、公式でファンサイドの二次創作を認めている。また、版権キャラクターを用いてまだフレンズ化していないオリジナルキャラクターを作る三次創作についても認めている。

### デザイン

#### コンセプトデザイン
けものフレンズのコンセプトデザインを手がけている吉崎観音の参加は、梶井がクライアントへ紹介を行ったことが発端となった。吉崎は2011年の東日本大震災時の支援でケロロ軍曹以外に支援に使えるキャラクターがなかったことから思い悩んでいた時期であり、新規IPへの参加を快諾している。吉崎はけものフレンズに決定するまで複数の案を提出しており、他の案で決まりかけた。しかし、シンガポールでナイトサファリを見て動物の魅力に気が付いたのち、多摩動物公園にてサーバルキャットを見たことで、けものフレンズとそのキャラクターであるサーバルの創出に繋がった。当初はデザインのみの参加を求められていたが、自身が漫画家であり運用にも助力できることから、けものフレンズプロジェクトではコンセプトデザインという形での参加となっている。フレンズの数は当初は100体までという上限を梶井と決めていたが、最高で週に4体描き、2017年に200体を超える勢いと言われ、2019年のけものフレンズわーるど時点で約300体となっている。

#### ロゴデザイン
けものフレンズの多くの作品でロゴを手掛けているのはY'sの米田龍平である。米田の参加は梶井から声をかけられたことが発端で、イラストと世界観しか素材がない段階からだった。メインのロゴに関しては、いろんな動物、長く愛されるシンプルなイメージ、暖かさ、可愛さ、そしてメインと聞かされていたサーバルのイメージを入れて初期案を複数作成した。その初期案に対し、吉崎は正体でマイルドな視認性の良いものが良く、子どもが書きたくなる油断した感じを出すことを求めた。配色に関しては、動物の柄を使用すると特定のフレンズに限定される問題が生じるため、7文字であることを加味して動物の生息域をベースに配色を行うことになった。「の」のピンクや「ズ」の紫は差し色を入れたかったため、色を先に決定しピンクは日本の桜の色であり、紫はドラゴンクエストで使用されているような沼地の色であるという理由付けを後で行っている。

### 沿革
プロジェクト始動（2014～2017）
けものフレンズプロジェクト発足当時のクライアント側からの要望として、ゲーム・漫画・アニメの3つが存在しており、3つのコンテンツが同時進行で制作されることになった。その結果、2015年にスマートフォン用ゲームアプリが先行コンテンツとしてリリースされ、続いて『月刊少年エース』にて漫画版が連載開始した。2016年にはテレビアニメ『けものフレンズ』制作開始が発表され、2017年1月より放映された。このアニメ放映開始までに2.5次元舞台「舞台『けものフレンズ』」の制作も開始しており、2017年6月に上演されている。
アニメ1作目の反響（2017）

アニメ1作目『けものフレンズ』は話題となった。その影響もあり、アニメ新作映像の制作と新作ゲームアプリの制作が放映終了間もない期間に決定する。声優ユニットのメディア露出が増加したほか、動物園や水族館などとのコラボも行われ、来場者の増加に寄与することとなった。
プロジェクトの拡大（2017～2019）
引き続きプロジェクトの活動は継続し、2017年にオーケストラコンサート・ライブイベント・展覧会の開催、2018年に家庭用ゲーム機用ソフトの配信・声優ユニットのメジャーデビュー、2019年には小説の出版・アーケードゲームの稼働開始と、プロジェクトの活動範囲が広がっていった。また、2019年にはけものフレンズプロジェクト5周年を記念した展覧会である、けものフレンズわーるどが開催されている。
海外展開（2019～）
2019年にアニメ1作目の英語吹き替え版が映像ソフト化したほか、2020年に中国向けに簡体字版のゲームアプリを配信するなど、海外展開を見せている。さらに、2021年にVTuberの活動である『けものフレンズVぷろじぇくと』が開始しているが、4人目のコヨーテは英語話者が担当している。2022年には、中国語圏向け新作ゲームアプリ「动物朋友-王国」がリリースされている。
けものフレンズ10周年（2024～）
プロジェクト始動10周年を記念し、公式ホームページをリニューアル。370を超えるフレンズのキービジュアル掲載の他、様々なメディアによる展開が告知されている。World Wide Fund for Nature(世界自然保護基金)を通じた募金等の動物への支援も引き続き継続されている。

## 作中設定・用語
概要及び「企画の経緯」にある通り、基本設定を各メディアの解釈の元広げて行く形を取っている。当節では、どのメディアでも共通する基本設定を記載する。
ジャパリパーク
正式名称は、超巨大動物園ジャパリパーク。海底噴火によって誕生した島に作られた、世界中の野生動物が集まる巨大な動物園。現生種だけでなく復元された絶滅種や伝説上の生物、未確認動物も存在している。一般の来場者が立ち入れる遊園地形式の公開エリアの他、研究や飼育のための管理エリア「ジャパリパーク・サファリ」に分けられている。
フライによる漫画版・ぱびりおん等といった一部のゲームでは通常運営状態で多くの客が訪れ、ネクソンによるゲーム版ではセルリアンの襲来により実質的な休園状態、アニメ版と舞台版では多くの設備が放置状態（それによる施設の劣化・破損が存在）である等、メディアごとでパークの状態が異なっている。
超巨大と称しているように単純な島（諸島）を超えているようなほどにパークは広く広大で、パーク内の区画別に、アプリ版では「チホー」、アニメ版1期では「ちほー」が用いられている。諸島の地形に関しては日本列島を下側に曲げたような形となっている（本州が大部分の北側。九州地方と北海道地方がそれぞれ西南、東南。屋久島、沖縄が南側）。巨大諸島ではあるが、各区画の気候環境の差がはっきりしているなど特異な点も存在する。ネクソンアプリ版においては玄関口となる多彩な自然環境及び施設が設置されている「パーク・セントラル」の区域や、ゴコクチホーやキョウシュウチホーなど、実在の地名と似たような名称の場所が存在する。アニメ版2期においては「○○エン」といった名称の記載が存在する。
アニマルガール / フレンズ
ジャパリパークの動物、またはその遺物などがサンドスターの力で、ヒトのような姿へ変身した姿。「フレンズ」とも呼ばれる。この姿では言語会話による意思疎通が可能となる。
対象が動物においては、外見や生態・身体能力など元の動物の特徴を残しつつも、食性といった五感など部分的な体質や思考・関係性は人間のそれに近くなっており、自然界における捕食・被捕食関係も失われている。「ガール」の呼称が示すようにみな少女の姿をしているが、元の動物ではオスにしかない外見上の特徴や習性を有している場合がある。元の動物のイメージが残る衣服を身につけており、通常は表皮のように脱がすことはできないが、自身が服と意識することで脱ぐこともできる。
デザインは一貫しているものや、一部リデザインしているものもあるが、頭身に関してはメディアによって様々となっており、言動等についても差異が存在する。そのメタ的な設定としては、フレンズ化した世代によって異なる姿となる。また、別個体が各世代の記憶の一部を引き継ぐ場合がある。ただし、同じ個体の元の動物とヒトの状態、いずれの記憶も互いの状態に干渉せず、フレンズになった・あるいは解けた状態では変化前の記憶を忘れてしまう。
フライによる漫画版では、動物の枠を超えてより人間寄りな活動を行うフレンズが多く登場する。ネクソンアプリ版では一部のフレンズが、パークの再開を目指してイベントを開催する動きを見せる。アニメ1期では、「けものプラズム」というフレンズの外観的要素を構築するエネルギーが設定されている。
概要の通り、三次創作による版権キャラクターのフレンズ化が可能になっている。
フレンズの別デザインバージョンとして、EX（エクストラ）版が存在している。
『けものフレンズ3』ではフレンズとしての姿を維持するには一定以上のサンドスター濃度が必要であり、ジャパリパークを離れると元の動物に戻ってしまこと、ジャパリパーク自体が日本本土から遠く人の往来が難しいことに加えフレンズがパークの外に出られないためフレンズやセルリアンの実在そのものがパークの外では信じられていないとされている。
サンドスター（砂の星）
パークの動物をアニマルガールといったヒトのような姿へと変えた謎のエネルギー体。また、生存している動物のみならず、記憶や記録といった何らかの情報をベースに、絶滅種をフレンズの状態で復元したりと、単純な形態変化ではなく情報を根幹に、自己意識を持った知性体のようなヒト型へと姿を変える。サンドスターの影響下では、フレンズ化は基本的に維持される模様。
当作での根幹設定であるフレンズ化（ヒト型化）を含め、原理や変化対象の条件、その他の作用については謎が多い。部分的な記憶情報が継承（通称「星の記憶」）されたり、アニメ版1期においては自然現象にもある程度干渉している面を持つ。『けものフレンズ3』アプリ版では冷え固まった溶岩しかない場所が一夜にして森ができるなどの大きな影響が描写されている。
ネクソンアプリ版では宇宙から飛来したものと言われている。アニメ版で、サンドスターには複数の種類が存在する可能性が示唆されている（1期内で言及されたものとしてはサンドスター・ロウが存在）。コンセプトデザインでの設定、並びにアニメ版では火山のような所から発生しており、その過程でセルリウム（アニメ2期）も排出されている。
ジャパリバス
パーク観覧用のサファリカーで、外観が異なる複数の機種が存在する。また、パーク内では他にも移動・観覧用の乗り物がいくつか存在する。超巨大動物園であるジャパリパークのエリアを往来するために欠かせない。
アニメ版においては、パーク内の施設管理を行っているラッキービーストが整備を担う。
セルリアン
ジャパリパークの平和を脅かす謎の存在。一般的にパーク内の敵と認識されている。
ネクソンアプリ版では、有形無形（空間など）問わず様々な対象から、想いなどといった「輝き」と称するものを強奪し、それに応じて形態を変化させる性質を持つ。変化に関してはコピーに近く、霧散する輝きの再現および保存を行うといった面もある。一方で輝きを取られた対象は、劣化が早まったり、場所が寂れてしまったり、人間においては昏睡状態に陥ったりと、悪影響を及ぼすことがある。言語による疎通は基本的に不能だが、輝きの情報に応じた機械的な意思を持っており、行動による疎通が取れることもある。逆に言えば、その情報に従った行動以上のことができない。
外観は基本的に単色、あるいは原色系で構成されており、上記のように何らかのものを模した形を取る。細胞核（核）ともとれる目のような部位を1つ、もしくは複数持ち、球形から平坦、楕円、一部を隠してツリ目状にするなど、特徴が異なる個体も多い。
アニメ版1期ではサンドスターを奪う性質を持つ。また、セルリアンはサンドスターが無機物と反応して生まれたものではないかと語られており、コンセプトデザイン、アニメ2期ではセルリウムがなんらかの対象を真似た結果誕生したものということが語られている。
一部の作品では、サーバルの姿をした個体（セーバル）が登場している。また、「女王」と呼ばれる個体も存在する。これらのように一部の個体は一般のセルリアンとは性質が異なる場合がある。基本的に輝きの情報に従った行動しか取れないが、セーバルのように不完全ながら自身の意識を持つ場合があり、このケースにおいて交流を通じて最終的に自身の輝きを持ったフレンズになる場合もある。
ゲーム『けものフレンズ3』 アプリ版ではフレンズの前には頻繁に現れるがヒトの前には現れることが少なく、ジャパリパーク外からの来訪者の中には実在を疑う者がいるという描写がある。また、サンドスターはセルリアンの残骸が変化したものであり、サンドスターの供給源という側面を持つことが描かれている。
ラッキービースト
未確認生物としてのラッキービースト
アニマルガールのような人型ではない謎の生物。少しとがり気味の耳に頭部を兼ねたような丸みのある胴体、兎のような脚に縞模様の尻尾と一般的な動物にも似つかない姿。
ネクソンアプリ版では登場せず、コンセプトデザインで設定自体は存在しており、首輪のようなベルトにサンドスターのようなものが入った瓶をぶら下げている。出現するとジャパリパーク内の研究者の仕事が何故かはかどるようになることから幸運をもたらす獣「ラッキービースト」と呼ばれるようになったとされる。
フレンズとしてのラッキービースト
ネクソンアプリ版で登場したマスコット人形・着ぐるみのフレンズ（総括してスタービースト、もしくはビースト）では共通している部分を持つ。このスタービーストは、一応フレンズではあるが例外としては着ぐるみの外観はそのままに、体毛のあるしなやかな獣人の少女のような姿になっており、ジェスチャーなどの疎通はできるが言語が話せない例外的な性質を持つ。
ガイド・管理ロボットとしてのラッキービースト
アニメ版1期以降の各作品においてはパーク内を案内・管理する機械のような立ち位置となっており、複数の個体が存在する。こちらでは腹部にカメラのようなものが設置されている。一部は長い年月で稼働こそはしているが損傷が所々発生している個体も存在する。

## アプリ

### けものフレンズあらーむ
2017年8月22日より有料配信されているアラームアプリ。制作はブシロード、開発はタイレルシステムズ。主機能として、目覚まし時計の用途で1つだけ設定できるあらーむと、リマインダーの用途で複数設定できるすけじゅーるの2つが存在し、それぞれ設定した時間になるとサーバル（声・尾崎由香）のボイスが流れるようになっている。アラーム使用時と時間経過で入手できるじゃぱりまんによりなかよしレベルを上げることができ、レベルアップに伴いボイスが解放されていく。ボイスの種類は200以上。スマートフォンのストレージに保存された画像にサーバルを合成する機能や、ラッキー・フレンズ占いの機能なども搭載している。Live2D技術が使用されている。2018年1月4日にサーバルの冬衣装が有料コンテンツとして追加された。2021年7月29日に配信を終了した。

### けものフレンズあらーむ2
2019年8月30日より有料配信されているけものフレンズあらーむの第2弾。サーバルの他にカラカル（声・小池理子）が登場し、アプリオリジナルセリフにフルボイス600種類以上が追加されている。制作、開発はけものフレンズあらーむと同じ。2019年8月27日にテスト版が誤配信され、購入が出来る状態になっていた。2019年10月30日に両キャラクターのハロウィンメイドバージョン衣装が有料追加コンテンツとして配信された。 2022年11月11日にAndroid版の配信を終了した。2024年6月12日に完全に配信終了となった。

## パチスロ
2022年3月25日にサミーからぱちすろ けものフレンズ
を5月下旬に販売することが発表された。製造元はロデオ。
サミーのIPである獣王シリーズとのコラボレーション作品であり、獣王のキャラクターがフレンズ化されている。
テーマソング「オーエ・ニャーモfeat.けものフレンズ」
作詞曲 - サミーサウンドチーム / 歌 - サーバル、アライグマ、フェネック、獣王ライオン、獣王ダチョウ、獣王ゴリラ、獣王ゾウ、ラッキービースト

### 制作会社 (ぱちすろ)
- 販売元 - サミー[38]
- 製造元 - ロデオ[39]
- サウンド - サミーサウンドチーム[42]
- 3Dモデル、3Dアニメーション、マイスロ制作 - ギャラクシーグラフィックス[43][44]
- 一部キャラクターデザイン、装飾、アニメーション - リダスター[45]

### 声の出演 (ぱちすろ)
- 獣王ライオン - 野本ほたる[46]
- 獣王ダチョウ - 稲村梓[47]
- 獣王ゴリラ - 加藤里保菜[48]
- 獣王ゾウ - 仁藤萌乃[49]
- 獣王カバ - 野口真緒[50]
- 獣王マングース - 田崎礼奈[51]

- 獣王シマウマ - 羊宮妃那[52]
- 獣王ハゲワシ - 愛原ありさ[53]
- 獣王ヌー - 河合ゆめの[54]
- 獣王キリン - 京花優希[55]
- アラスカラッコ - 夏目妃菜[56]

## チャットサービス

### AIアライさん
株式会社Trippyが、2023年5月29日よりChatGPTの技術を利用した公式のチャットサービス『AIアライさん』が提供開始する。LINEのトーク画面上でアライグマの口調で返答が返ってくる。

### ジャパリトーク
博報堂が、2024年8月16日よりAIを使用したLINEのグループチャットサービス『ジャパリトーク』を提供している。

## 漫画

### けものフレンズ -ようこそジャパリパークへ！-
『けものフレンズ -ようこそジャパリパークへ！-』のタイトルで『月刊少年エース』2015年7月号から2017年3月号まで連載。作画担当はフライ。単行本は全2巻。
開園後のパークを描いており、キャラクターの性格などは他の作品と異なっている。
タイでは、トゥクトゥクに乗ったサーバルが描かれたThailand Limited Editionが発売された。

#### 登場キャラクター（ようこそジャパリパークへ！）
菜々（なな）
本作初登場のキャラクター。ジャパリパークの新人飼育員。子どものころからフレンズの世話をすることを夢みていた。キタキツネとサーバルの担当。個性豊かなフレンズたちの言動に振り回されていく。
キタキツネ
縛られることを嫌うフレンズ。そのため飼育員の手を焼かせていたが、菜々の行動を見て考えを改める。好きなものは肉まん。人間社会を知らないために肉まんを持ち出したことや恋人の概念を知らず騒動を起こしたこともあった。菜々と出会う前は縄張りから出たことがなかった。
サーバル
人懐っこいフレンズ。そのため、菜々やコアラ、トナカイなど友人が多い。親友はカラカルで、好きなものはゲーム。キタキツネほどではないものの、人間を知らないところがあり、菜々の歓迎会の料理をカラカルに突っ込まれるまで肉料理オンリーにしようとしていた。
パークガイド（ミライ）
菜々の先輩。多くの話で、菜々やフレンズへの業務連絡のために姿を見せる。体力測定では菜々と協力して測定を行った。落ち着いていて温和な性格だが、少女漫画のような夢を見ることも。
トキ
歌が好きだが音痴なフレンズ。繊細で歌が下手だと突っ込まれるとへこむ。PPPのイワトビペンギンにショウジョウトキを紹介され、2人併せて歌うことで音痴を乗り越えた。

#### 用語（ようこそジャパリパークへ！）
本作独自または初登場の用語について記載する。
飼育員
フレンズの生活のサポートを行う職業。フレンズの健康の維持や治安の向上のために教育を行う。作中では、体力測定を行ったりヘルプを出したフレンズの元に向かう姿が描かれている。制服が存在しており、菜々同様に背中に大きく耳の生えたのの字の描かれたジャケットを着ている人物が背景に描かれていることがある。
じゃぱりケーキ
リカオンとマーゲイが店員を務めるケーキ屋。看板にも2人のデザインが入っている。恋人同伴で来店するとクリスマスケーキが１つもらえるキャンペーンを行っている。
ジャパリ女学園
ミライの夢で登場した私立の高校。アニマルガールが通っている。また、オコジョが目指す大学名としてジャパリ女学園大学が登場している。系列の学校かは不明。
観光大使
ジャパリパークを宣伝する仕事。立候補者が観衆の前で5分間スピーチを行い、投票を行う。作中ではクジャクとアライグマが立候補して、クジャクが全202票中200票獲得し当選した。

#### 単行本（ようこそジャパリパークへ！）
| 巻 | 発売日         | ISBN                   |
| -- | -------------- | ---------------------- |
| 1  | 2016年12月26日 | ISBN 978-4-0410-5109-2 |
| 2  | 2017年2月10日  | ISBN 978-4-0410-5110-8 |

### けものフレンズ2（漫画）
テレビアニメ『けものフレンズ2』のコミカライズ版。『月刊少年エース』2019年3月号より2020年9月号まで連載された。作画担当は内藤隆。

### アンソロジー
「コミックアラカルト ジャパリパーク編 その2」は、アクリルスタンド付限定版がAmazon Japanのセルランキング1位となった。
| タイトル                                                                | 出版                                      | 発売日         | ISBN                   |
| ----------------------------------------------------------------------- | ----------------------------------------- | -------------- | ---------------------- |
| けものフレンズ コミックアラカルト ジャパリパーク編                      | KADOKAWA〈角川コミックス・エース〉        | 2017年3月25日  | ISBN 978-4-04-105774-2 |
| けものフレンズ アンソロジーコミック ジャパリカフェ編                    | KADOKAWA〈ファミ通クリアコミックス〉      | 2017年4月28日  | ISBN 978-4-04-734654-3 |
| けものフレンズ こみっくあんそろじー じゃぱりまん編                      | KADOKAWA〈MFコミックス アライブシリーズ〉 | 2017年5月29日  | ISBN 978-4-04-069268-5 |
| けものフレンズ 電撃コミックアンソロジー ジャパリバス編                  | KADOKAWA〈電撃コミックスNEXT〉            | 2017年6月26日  | ISBN 978-4-04-892970-7 |
| けものフレンズ コミックアラカルト ジャパリパーク編 その2                | KADOKAWA〈角川コミックス・エース〉        | 2017年8月26日  | ISBN 978-4-04-105996-8 |
| けものフレンズ アンソロジーコミック ジャパリカフェ編2                   | KADOKAWA〈ファミ通クリアコミックス〉      | 2017年9月30日  | ISBN 978-4-04-734809-7 |
| けものフレンズ 電撃コミックアンソロジー ジャパリバス編 その2            | KADOKAWA〈電撃コミックスNEXT〉            | 2017年11月27日 | ISBN 978-4-04-893475-6 |
| けものフレンズ コミック×RADIOアンソロジー よんで！きいて!!たーのしー!!! | ブシロードメディア                        | 2018年1月6日   | ISBN 978-4-04-899435-4 |
| けものフレンズ コミックアラカルト ジャパリパーク編 その3                | KADOKAWA〈角川コミックス・エース〉        | 2018年12月25日 | ISBN 978-4-04-106500-6 |
| けものフレンズ コミックアラカルト ジャパリパーク編 その4                | KADOKAWA〈角川コミックス・エース〉        | 2019年3月26日  | ISBN 978-4-04-108138-9 |

## オフィシャルガイドブック
2018年12月29日にけものフレンズ　オフィシャルガイドブック　プロジェクトの軌跡（ISBN 978-4-04-107853-2）が発売された。けものフレンズプロジェクトの全媒体について紹介するガイドブックになっている。

## 小説
KADOKAWA発行。著者百瀬しのぶ。テレビアニメ『けものフレンズ2』のノベライズであり、アニメと大きな変更点はない。

## アニメ・動画

### テレビアニメ
第1作目は2017年1月から3月までテレビ東京ほかで放送された。アニメーション制作はヤオヨロズ。第2作目は「けものフレンズ２」というタイトルで、2019年1月から4月までテレビ東京ほかで放送された。アニメーション制作はトマソン。

### Webアニメ

#### ようこそジャパリパーク
2018年8月10日よりテレビ東京が運営するサービス「あにてれ」にてショートストーリー『ようこそジャパリパーク』を配信。ネクソン版ゲームの内容を記録映像という形で収録した形式を取っている。。

#### ちょこっとアニメ けものフレンズ3
YouTube・SEGA公式チャンネル他で配信の『けものフレンズ3』の世界観を紹介するWebアニメ。

### 生放送

#### 舞台「けものフレンズ」稽古場よりクリスマスSP
2017年12月25日19時30分より約1時間30分のニコニコ生放送での生放送。放送タイトルは、「舞台『けものフレンズ』稽古場よりクリスマスSP～聖なる夜にフレンズ大集合～」。舞台版のキャストにより、初演の振り返りが行われたほか、再演の稽古風景が放映された。

#### けものフレンズ 年末特番
2017年12月31日17時より5時間のニコニコ生放送での生放送。放送タイトルは、「大晦日はフレンズのみんなでドッタンバッタン大騒ぎ！けものフレンズ 年末特番＠ようこそニコファーレへ」。

#### ぱびりおん １周年記念特番
2019年1月17日20時より約1時間のニコニコ生放送での生放送。放送タイトルは、「けものフレンズぱびりおん １周年記念特番」。

#### ぱびりおん×しろくろジョーカーコラボ記念特番
2019年7月1日20時30分より1時間のYouTubeとペリスコープでの生放送。放送タイトルは、「けものフレンズぱびりおん×しろくろジョーカーコラボ記念特番～コラボコンテスト結果発表！スペシャル～」。

#### めぐろう動物園＠羽村市動物公園
2021年2月22日12時30分より約2時間のニコニコ生放送での生放送。放送タイトルは、「けものフレンズと行く　もっと知りたい！もっと見たい！めぐろう動物園＠羽村市動物公園」。文化庁委託事業の一環である、「『けものフレンズ』と行く もっと知りたい！もっと見たい！めぐろう動物園」の一環として放送された。

#### けものフレンズ3 わくわく探検レポート
『けものフレンズ3』の情報を中心に、出演者によるトークやけものフレンズのメディア展開を配信。

### テレビ番組
2018年4月10日よりPPPの関連番組がテレビ東京・あにてれで放送・配信中。舞台版のアドリブステージを番組として制作したもの。両番組とも主題歌は「純情フリッパー」。
『ESP×PPP』は4月10日よりテレビ東京にて『フォーカード』の放送直後、および『あにレコTV』の「尾崎由香のあにてれ情報局ミニ」内で不定期に放送された。
『PPPのゆるぺぱ!』は2018年4月10日よりあにてれで配信中。
『PPPのなぞぺぱ!』は『ESP×PPP』に代わり、2018年10月14日よりあにてれにて配信中。

### Web動画

#### けものフレンズプロジェクトPV
2015年3月19日にNEXON公式チャンネル上で配信された。楽曲は、ガチャガチャダンサーズの「バンバン」。サーバルの3Dモデル制作者は、さぼてん。カラカルとフェネックのデフォルメモデルは、金子卵黄。動画制作は、cort（現：辻昇平）。制作にはヤオヨロズが関わっており、製作期間は2014年の2月～3月だった。

#### ミュージックビデオ
けものフレンズ公式チャンネルでけものフレンズ関連楽曲のミュージックビデオが公開されている。
| 楽曲名                                      | 公開日         | 尺       | 形式           | ソフトへの収録                                      | 備考                                                           |
| ------------------------------------------- | -------------- | -------- | -------------- | --------------------------------------------------- | -------------------------------------------------------------- |
| ようこそジャパリパークへ                    | 2017年2月8日   | ショート | アニメ映像編集 | ようこそジャパリパークへ 〜こんぷりーとべすと〜収録 | けものフレンズ1期の映像を使用                                  |
| けものパレード ～ジャパリパークメモリアル～ | 2017年7月6日   | フル     | アニメ映像編集 | なし                                                | けものフレンズ1期の映像と吉崎観音の絵を使用                    |
| フレ!フレ!ベストフレンズ                    | 2017年11月9日  | ショート | 新規実写映像   | フレ!フレ!ベストフレンズ初回限定盤A (DVD)収録       | DVD収録版はフル尺                                              |
| ドレミファロンド（フレンズ ver.）           | 2018年1月24日  | フル     | 新規アニメ映像 | なし                                                | 原曲のPVを作成したたまが映像を担当                             |
| 大空ドリーマー                              | 2018年4月25日  | ショート | 新規実写映像   | なし                                                | PPP ONLINE LIVEに合わせてフル尺バージョンが2021年4月18日に公開 |
| 何でも言うことを聞いてくれるフェネック      | 2018年10月16日 | フル     | 新規アニメ映像 | なし                                                | 原曲のPVを作成したGYARI（ココアシガレットP）が映像を担当       |
| 星をつなげて                                | 2019年2月15日  | ショート | 新規アニメ映像 | Starry Story EP初回限定盤収録                       | OTOIROが制作。DVD収録版はフル尺                                |
| きみは帰る場所                              | 2019年3月13日  | ショート | 新規実写映像   | なし                                                |                                                                |
| 乗ってけ!ジャパリビート                     | 2019年2月13日  | ショート | アニメ映像編集 | なし                                                | けものフレンズ2の映像を使用                                    |
| 乗ってけ!ジャパリビート                     | 2019年3月27日  | ショート | 新規実写映像   | 乗ってけ!ジャパリビート初回限定盤A(DVD)に収録       | DVD収録版はフル尺                                              |
| け・も・の・だ・も・の                      | 2019年10月1日  | ショート | 新規実写映像   | け・も・の・だ・も・の初回限定盤A(DVD)に収録        | DVD収録版はフル尺                                              |
| 確固不×論                                   | 2020年5月25日  | ショート | 新規実写映像   | ×・×・×初回限定盤(DVD)に収録                        | DVD収録版はフル尺                                              |

#### VR アライさん
2018年7月26日から、お祭だよ！ けものフレンズがーでん2公式でSHOWROOM配信が行われていた。3DCGキャラクターのアライグマが配信を行う動画となっていた。

#### けものフレンズVぷろじぇくと
正式名称発表前の名称と略称はけもV。2021年4月26日からけものフレンズのバーチャルYouTuberがYouTube上で配信を行っている。2021年9月18日に公式サイトがオープンし、それに前後して正式名称が発表された。現在、卒業者2名を除き計9名のVTuberが存在している。東京アニメ・声優＆eスポーツ専門学校の産学連携プロジェクトの1つとして、4人の学生がVTuberとして参加している。
けものフレンズプロジェクト内の活動としては、『けものフレンズ SHOP 2022 in SHINJUKU SPECIAL』にて、シマハイイロギツネがロボットとして挨拶会を行った、『けもV シマハイイロギツネ ジャパリパークから「ヒトの国」にきたよ！よろしくにぇ！ごあいさつ会』や、ケープペンギンを除いた10人のVTuberが参加した『けもV LIVE♪』が存在する。2023年12月16日に開催された「けものフレンズV LIVE♪ かがやきをより強く！」では、初のオリジナル楽曲、『けもののこどう』が披露され、後に音楽配信が行われCDが販売されている。2024年11月9日開催の「けものフレンズ LIVE　はろー じゃぱん！」では有観客ライブを行い、6曲のソロ新曲を披露している。
また、著名な外部イベント参加としては、バーチャルアイドルONLINEライブフェスであるLife Like Liveがあり、メンバーを変えつつ、第2回から第4回まで出演している。

##### 各弾
| 弾数 | VTuber名           | 開始日        | 卒業日        | 備考                                |
| ---- | ------------------ | ------------- | ------------- | ----------------------------------- |
| 1    | フンボルトペンギン | 2021年4月26日 |               |                                     |
| 1    | ケープペンギン     | 2021年4月26日 | 2022年5月21日 |                                     |
| 2    | シマハイイロギツネ | 2021年6月11日 |               |                                     |
| 3    | コヨーテ           | 2021年12月5日 |               |                                     |
| 4    | ダイアウルフ       | 2022年3月19日 |               |                                     |
| 5    | カラカル           | 2022年5月28日 |               |                                     |
| 6    | ジェネット         | 2022年9月1日  |               |                                     |
| 6    | ジョフロイネコ     | 2022年9月1日  |               |                                     |
| 7    | ウサギコウモリ     | 2022年9月9日  |               | 3人で『けものゲーマーズ』という括り |
| 7    | ジャングルキャット | 2022年9月9日  |               | 3人で『けものゲーマーズ』という括り |
| 7    | シマリス           | 2022年9月9日  | 2024年4月28日 | 3人で『けものゲーマーズ』という括り |

## ラジオ
2017年6月13日（12日深夜）から16日（15日深夜）までの4日間ニッポン放送『ミュ〜コミ+プラス』番組内でオリジナルラジオドラマ「けものフレンズ12.42話」が放送された。プロジェクト非公式としながらも本編アニメの声優が出演している。

## 舞台

### 舞台「けものフレンズ」
けものフレンズプロジェクトS主催により、『舞台「けものフレンズ」』のタイトルで、2017年6月14日から6月18日にかけて品川プリンスホテル クラブeXで上演された。脚本・演出は村上大樹が担当し、アニメとは異なるオリジナルストーリーとなる。アドリブパートもあり、観客サービスなども行われている。衣裳・ヘアメイクは初演と再演ともにオサレカンパニー。
初演千秋楽のアンコール時に再演が発表され、2018年1月13日から1月21日にかけてAiiA 2.5 Theater Tokyoで再演された。チケット発売後の2017年10月13日、ホワイトタイガー/サーベルタイガー役の酒井蘭が結婚のため芸能活動を削減することから降板し、野口真緒が代役となることが発表された。また、イワトビペンギン役の相羽あいなが『ガルパライブ&ガルパーティ！in東京』のため初日と2日目は出演できないことから、アニメでマーゲイ役を務めていた山下まみがその2日間のみ代役を務めることが発表されていたが、マーゲイ役としても登場することが公演直前に公表された。
また、2017年9月16日に行われたアニメ版のコンサート『けものフレンズ LIVE』にも、マンモス、ヒツジ、オオフラミンゴ、タヌキ、クロヒョウがサプライズで登場し、舞台版の楽曲を披露した。
メインキャストであるサーバル、アライグマ、フェネックとPPPはアニメ版と同じ声優が務める他、以下のキャストが出演した。セルリアン役はアンサンブルのほかは不明であったが、チーター役の石井玲歌とシロナガスクジラ役の伊藤梨花子が担当していたことが再演千秋楽のカーテンコールで公表された。
登場キャラクター - キャスト
- サーバル - 尾崎由香
- フェネック - 本宮佳奈
- アライグマ - 小野早稀
- ロイヤルペンギン - 佐々木未来
- コウテイペンギン - 根本流風
- ジェンツーペンギン - 田村響華
- イワトビペンギン - 相羽あいな（再演1・2日目を除く）
- フンボルトペンギン - 築田行子
- オカピ - 野本ほたる
- マンモス - 仁藤萌乃
- ヒツジ - 西川美咲
- ホワイトタイガー/サーベルタイガー - 初演：酒井蘭 / 再演：野口真緒
- オオフラミンゴ - 幸野ゆりあ
- タヌキ - 加藤里保菜

- クロヒョウ - 稲村梓
- チーター/セルリアン - 石井玲歌
- シロナガスクジラ/セルリアン - 伊藤梨花子[注釈 6]
- マーゲイ/イワトビペンギン（再演1・2日目の代役） - 再演：山下まみ（友情出演）
- タテガミオオカミ/セルリアン - 古庄美和（アンサンブル）
- コアラ/セルリアン - 初演：新橋和 / 再演：鳥越理沙子（アンサンブル）
- マレーバク/セルリアン - 小泉日向（アンサンブル）
- ヨーロッパビーバー/セルリアン - 再演：黒崎純（アンサンブル）
- ヤンバルクイナ/セルリアン - 再演：西島綾香（アンサンブル）

### あにてれ×=LOVEステージプロジェクト
「あにてれ×=LOVE ステージプロジェクト」の第1弾として、けものフレンズプロジェクトS・あにてれ×=LOVE主催により『あにてれ×=LOVEステージプロジェクト「けものフレンズ」』が、Y&N Brothersと代々木アニメーション学院の共催で、AiiA 2.5 Theater Tokyoで2018年2月15日から2月18日まで上演され、脚本・演出は川尻恵太が務めた。音楽監督と作曲は、あらいふとしとミヤジマジュン両名が担当している。脚本には川尻により当時の=LOVEの状態が反映されている。
登場キャラクター - キャスト
- リョコウバト - 大谷映美里
- オーストラリアデビル - 大場花菜
- ニホンカワウソ - 音嶋莉沙
- アリゾナジャガー - 齋藤樹愛羅
- ツチノコ - 齊藤なぎさ
- シヴァテリウム - 佐々木舞香

- ケープライオン - 佐竹のん乃
- ニホンオオカミ - 髙松瞳
- オオウミガラス - 瀧脇笙古
- オーロックス - 野口衣織
- ディアトリマ - 諸橋沙夏
- ダイアウルフ - 山本杏奈

- セルリアン（アンサンブル） - 清水彩、甚古萌、馬場莉乃、原彩弓

### 舞台「けものフレンズ」2〜ゆきふるよるのけものたち〜
けものフレンズプロジェクトS主催の第2弾となる『舞台「けものフレンズ」2〜ゆきふるよるのけものたち〜』が2018年11月8日から11月18日にかけて品川プリンスホテル クラブeXで上演された。前回に続き脚本・演出は村上大樹が担当し、衣裳・ヘアメイクは前作同様オサレカンパニー。舞台のゆきやまちほーにギンギツネとキタキツネのフレンズが登場する新作公演。「サーバルの回」、「アライさんとフェネックの回」、「PPP (ペパプ) とマーゲイの回」と回によって一部出演者が異なる3パターンでの上演。初日は「サーバルの回」の予定だったが、サーバル役の尾崎由香が急性上気道炎による声帯炎症のため出演できなくなったことから「PPPとマーゲイの回」に変更された。冒頭ではPPPによる演目変更の案内の後、尾崎がサーバルの衣装で登場。この時の尾崎は発声できなかったため、ロイヤルペンギン役の佐々木未来が尾崎からのメッセージを代読した。
鈴木絢音がギンギツネ役、佐々木琴子がキタキツネ役で主演。
登場キャラクター - キャスト
- ギンギツネ - 鈴木絢音
- キタキツネ - 佐々木琴子
- オカピ - 野本ほたる
- マンモス - 仁藤萌乃
- タヌキ - 加藤里保菜
- クロヒョウ - 稲村梓
- ホワイトタイガー - 野口真緒
- オイナリサマ - 佐藤遥
- タスマニアデビル - あまりかなり
- カタカケフウチョウ - 八木ましろ
- カンザシフウチョウ - 菅まどか
- ハクトウワシ - 森憩斗
- ホッキョクグマ - 田口実加
- トナカイ - 野中遥月

- サーバル - 尾崎由香（サーバルの回）
- フェネック - 本宮佳奈（アライさんとフェネックの回）
- アライグマ - 小野早稀（アライさんとフェネックの回）
- ロイヤルペンギン - 佐々木未来（PPPとマーゲイの回）
- コウテイペンギン - 根本流風（PPPとマーゲイの回）
- ジェンツーペンギン - 田村響華（PPPとマーゲイの回）
- フンボルトペンギン - 築田行子（PPPとマーゲイの回）
- マーゲイ - 山下まみ（PPPとマーゲイの回）

### JAPARI STAGE! ～おおきなみみとちいさなきせき～
第3弾となる『舞台けものフレンズ「JAPARI STAGE!」～おおきなみみとちいさなきせき～』が、2019年9月27日から10月6日まで、品川プリンスホテル クラブeXで上演された。脚本・演出は村上大樹、主催はネルケプランニング。衣裳・ヘアメイクは前作、前々作同様オサレカンパニー。テレビアニメ版のメインキャストが登場しない代わりに新キャストが追加され、史上最多となる20人のフレンズが登場した。
2023年9月5日にリニューアル版である、『舞台「けものフレンズ」　おおきなみみとちいさなきせき Re:JAPARI STAGE!』（以降『Re』と表記。）が上演されることが決定した。会場は品川プリンスホテル クラブeX。上演期間は2023年10月20日～同月31日。2023年10月17日に、稽古中にオオタカ役の平田裕香が足を負傷する事態が発生したが、本番では杖を使用し出演した。
『Re』では、主催がエイベックス・ライヴ・クリエイティヴに変更となり、同様にコピーライトが従来とは異なりavexとけものフレンズプロジェクトとなっている。また、キャラクターの追加と削除でフレンズの人数が18人となったほか、キャストの大半がオリジナルキャストから変更となっている。
登場キャラクター - キャスト
- オオミミギツネ - オリジナル：伊藤理々杏 / 『Re』：相楽伊織
- オカピ - 野本ほたる（オリジナルのみ）
- タヌキ - 加藤里保菜
- クロヒョウ - 稲村梓（オリジナルのみ）
- ヒツジ - オリジナル：西川美咲 / 『Re』：片瀬成美
- ホワイトタイガー - 野口真緒
- ケツァール - 森田涼花
- アフリカゾウ - オリジナル：長谷川里桃 / 『Re』：水谷彩咲
- シベリアンハスキー - オリジナル：小槙まこ / 『Re』：福井夏
- ハブ - オリジナル：本西彩希帆 / 『Re』：相澤瑠香
- ブラックジャガー - 岡田帆乃佳（『Re』のみ）

- ハシブトガラス - オリジナル：都築里佳 / 『Re』：雛形羽衣
- ヒクイドリ - 脇あかり
- アムールトラ - オリジナル：藤山由依 / 『Re』：中野郁海
- キンシコウ - オリジナル：山本文香 / 『Re』：黒木美佑
- ブタ - オリジナル：田崎礼奈 / 『Re』：佐藤遥
- ハシビロコウ - オリジナル：河上英里子 / 『Re』：金沢友花
- ヘビクイワシ - オリジナル：タマキ / 『Re』：稲岡志織
- アミメキリン - オリジナル：御林杏夏 / 『Re』：仲原ちえ
- モモイロペリカン - 日向みゆ（オリジナルのみ）
- オオタカ - オリジナル：宮本奈津美 / 『Re』：平田裕香

### JAPARI STAGE! ～きみのあしおとがまたきこえた～
第4弾である、舞台『けものフレンズ』JAPARI STAGE！～きみのあしおとがまたきこえた～が、品川プリンスホテルクラブeXで、2024年11月8日～17日の間上演された。脚本・演出は引き続き、村上大樹。タヌキ役の加藤里保菜が体調不良となり、10日までは三好眞瑚が代役を務めていた。
登場キャラクター - キャスト
- コモドドラゴン - 織田奈那
- サーバル - 尾崎由香
- タヌキ - 加藤里保菜 / 三好眞瑚（10日までの代役）
- クロヒョウ - 稲村梓
- ホワイトタイガー - 野口真緒
- マンモス - 佐藤遥
- コウテイペンギン - 根本流風
- カタカケフウチョウ - 八木ましろ
- ハシビロコウ - 金沢友花

- アムールトラ - 中野郁海
- ハシブトガラス - 雛形羽衣
- イエネコ - 安藤千伽奈
- シロナガスクジラ - 岩田陽菜
- チーター - 篠原望
- タスマニアデビル - 三村妃乃
- カンザシフウチョウ - 吉宮瑠織
- カラカル - カラカル（けものフレンズVぷろじぇくと）

### 関連商品（舞台）
DVD
『あにてれ×=LOVEステージプロジェクト』を除き、DVDが発売されている。
| 作品                                                                 | 発売日         | 発売元             | 収録日程       | 規格品番          | 映像特典 | 備考                                            |
| -------------------------------------------------------------------- | -------------- | ------------------ | -------------- | ----------------- | --- | ----------------------------------------------- |
| 舞台「けものフレンズ」                                               | 2017年11月29日 | ネルケプランニング | 2017年6月18日  | EAN 4589630087590 | ・キャストインタビュー ・メイキング映像                                                                                                   | 初演時の映像のみ                                |
| 舞台「けものフレンズ」2～ゆきふるよるのけものたち～                  | 2019年4月10日  | ネルケプランニング | 2018年11月18日 | EAN 4589630117587 | ・『サーバルの回』回替わり部分 ・『アライさんとフェネックの回』回替わり部分 ・ギンギツネとキタキツネのゆきやまラジオ ・バックステージ映像 | 『PPPの回』のみフル尺。その他の回は部分的に収録 |
| 舞台けものフレンズ「JAPARI STAGE!」～おおきなみみとちいさなきせき～  | 2020年10月9日  | ネルケプランニング | 2019年10月6日  | EAN 4573478602596 | ・キャストインタビュー ・メイキング映像 ・ハブタヌキンシコウのキャスト自撮り映像                                                          |                                                 |
| 舞台「けものフレンズ」おおきなみみとちいさなきせき Re:JAPARI STAGE!  | 2023年10月20日 | Office ENDLESS     | 2023年10月27日 | なし              | ・全アフタートーク ・千穐楽のカーテンコール                                                                                               |                                                 |
| 舞台『けものフレンズ』JAPARI STAGE！～きみのあしおとがまたきこえた～ | 2024年11月8日  | plus a             | 2024年11月10日 |                   | ・映像特典 |                                                 |

舞台「けものフレンズ」オリジナルサウンドトラック
2017年11月29日、ビクターエンタテインメントより発売。品番、VIZL-1229。舞台「けものフレンズ」初演で使用された楽曲に加え、3曲新曲が追加されており、そのうち2曲は再演で使用された。
 収録内容 
| 全作曲: 楠瀬拓哉。 |                                                  |           |            |                  |                                                                         |      |
| #                  | タイトル                                         | 作詞      | 作曲・編曲 | 編曲             | 歌                                                                      | 時間 |
| 1.                 | 「まくがあがる」                                 | 村上大樹  | 楠瀬拓哉   | 伊真吾           | 全フレンズ                                                              | 3:28 |
| 2.                 | 「ふたりならやれるよ」                           | 村上大樹  | 楠瀬拓哉   | 楠瀬拓哉、伊真吾 | サーバル、オカピ                                                        | 1:22 |
| 3.                 | 「さいきょうのフレンズ」                         | 村上大樹  | 楠瀬拓哉   | 伊真吾           | マンモス                                                                | 1:22 |
| 4.                 | 「じゃぱりまんRAP」                              | 村上大樹  | 楠瀬拓哉   | 楠瀬拓哉         | フェネック、アライグマ、サーバル、オカピ、クロヒョウ                    | 1:33 |
| 5.                 | 「じょうねつダンス」                             | 村上大樹  | 楠瀬拓哉   | 三輪達宏         | オオフラミンゴ、PPP[メンバー 1]                                         | 0:57 |
| 6.                 | 「じゃぱりはくぶつかん」                         | 村上大樹  | 楠瀬拓哉   | 伊真吾           | マンモス                                                                | 1:56 |
| 7.                 | 「わがなはホワイトタイガー」                     | 村上大樹  | 楠瀬拓哉   | 楠瀬拓哉、伊真吾 | ホワイトタイガー                                                        | 1:30 |
| 8.                 | 「みんなフレンズ」                               | 村上大樹  | 楠瀬拓哉   | 三輪達宏         | サバンナガールズ[メンバー 2]、フェネック、アライグマ                    | 2:36 |
| 9.                 | 「みんなフレンズ（インスト）」                   |           | 楠瀬拓哉   | 三輪達宏         |                                                                         | 1:11 |
| 10.                | 「ゆうぐれのおんがく」                           |           | 楠瀬拓哉   | 楠瀬拓哉         |                                                                         | 1:12 |
| 11.                | 「ヒツジのはなうた」                             | 村上大樹  | 楠瀬拓哉   | 楠瀬拓哉         | ヒツジ                                                                  | 1:10 |
| 12.                | 「けものみち（おとのでるはこ）」                 | 村上大樹  | 楠瀬拓哉   | 楠瀬拓哉         | おとのでるはこ                                                          | 2:30 |
| 13.                | 「けものみち」                                   | 村上大樹  | 楠瀬拓哉   | 三輪達宏         | サバンナガールズ、PPP、フェネック、アライグマ、ヒツジ、サーベルタイガー | 1:36 |
| 14.                | 「サバンナガールズのけものみち」                 | 村上大樹  | 楠瀬拓哉   | アサキ           | サバンナガールズ                                                        | 3:10 |
| 15.                | 「PPPのドレミのうた」                            | 村上大樹  | 楠瀬拓哉   | アサキ           | PPP                                                                     | 2:53 |
| 16.                | 「われらじゃぱりびん」                           | 村上大樹  | 楠瀬拓哉   | 楠瀬拓哉、アサキ | フェネック、アライグマ、チーター                                        | 3:34 |
| 17.                | 「けものとおどろう」                             | 村上大樹  | 楠瀬拓哉   | 楠瀬拓哉、ZAPPAR | 全フレンズ                                                              | 3:31 |
| 18.                | 「みんなフレンズ（アコースティックギターver.）」 |           | 楠瀬拓哉   | 三輪達宏         |                                                                         | 1:22 |
| 19.                | 「じょうねつダンス (LIVE) -bonus track-」        | 村上大樹  | 楠瀬拓哉   | 三輪達宏         | オオフラミンゴ、PPP                                                     | 2:07 |
| 合計時間:          | 合計時間:                                        | 合計時間: | 合計時間:  | 合計時間:        | 39:00                                                                   |      |

## ライブイベント

### けものフレンズLIVE
2017年9月16日、豊洲PIT。同年12月2日、メルパルクホール大阪で開催された。舞台「けものフレンズ」キャストがゲストで参加した。けものフレンズプロジェクトが主催し、Age Global Networksが企画している。
参加キャラクター - キャスト
- サーバル - 尾崎由香
- フェネック - 本宮佳奈
- アライグマ - 小野早希
- ロイヤルペンギン - 佐々木未来
- コウテイペンギン - 根本流風
- ジェンツーペンギン - 田村響華
- イワトビペンギン - 相羽あいな
- フンボルトペンギン - 築田行子
- マーゲイ - 山下まみ

- コツメカワウソ - 近藤玲奈
- オカピ - 野本ほたる（大阪公演のみ）
- マンモス - 仁藤萌乃（東京公演のみ）
- ヒツジ - 西川美咲
- オオフラミンゴ - 幸野ゆりあ
- タヌキ - 加藤里保菜
- クロヒョウ - 稲村梓
- かばん - 内田彩

### ファミリーマート×ロッテpresents 「けものフレンズ LIVE」
2018年9月2日、品川インターシティホールで開催された。ちく☆たむがオープニングアクトを務めた。
参加アーティスト
- どうぶつビスケッツ[メンバー 3]
- PPP[メンバー 1]
- ちく☆たむ[メンバー 4]

### けものフレンズ LIVE ～PPP LIVE～
2018年9月2日、、品川インターシティホールで開催された。本イベントでけものフレンズ2の制作決定が発表された。けものフレンズプロジェクトが主催し、Age Global Networksが企画している。
参加キャラクター - キャスト
- サーバル - 尾崎由香
- フェネック - 本宮佳奈
- アライグマ - 小野早希
- ロイヤルペンギン - 佐々木未来

- コウテイペンギン - 根本流風
- ジェンツーペンギン - 田村響華
- イワトビペンギン - 相羽あいな
- フンボルトペンギン - 築田行子

### けものフレンズ LIVE ～どうぶつビスケッツ LIVE～
2019年1月12日、、かつしかシンフォニーヒルズ・モーツァルトホールで開催された。けものフレンズプロジェクトが主催し、Age Global Networksが企画している。
参加キャラクター - キャスト
- サーバル - 尾崎由香
- フェネック - 本宮佳奈
- アライグマ - 小野早希
- コウテイペンギン - 根本流風
- ジェンツーペンギン - 田村響華

- イワトビペンギン - 相羽あいな
- フンボルトペンギン - 築田行子
- カラカル - 小池理子
- オイナリサマ ‐ 佐藤遥

### けものフレンズ PARTY
2019年7月27日、舞浜アンフィシアターで開催された。舞台、テレビアニメ、ネクソン版ゲームのフレンズが時空を超えて共演した。また、本宮佳奈はこの日を以てプロジェクトを卒業となることが事前に発表されており、上演終了後に改めて本人から発表が行われた。けものフレンズプロジェクトが主催し、Age Global Networksが企画している。
参加キャラクター - キャスト
- キュルル - 石川由依
- サーバル - 尾崎由香
- フェネック、オオアルマジロ（声） - 本宮佳奈
- アライグマ、オオセンザンコウ（声） - 小野早希
- カラカル - 小池理子
- ミライ、ラッキービースト（声） - 内田彩
- ロイヤルペンギン - 佐々木未来
- コウテイペンギン - 根本流風
- ジェンツーペンギン - 田村響華
- イワトビペンギン - 相羽あいな
- フンボルトペンギン - 築田行子
- マーゲイ - 山下まみ
- カタカケフウチョウ - 八木ましろ
- カンザシフウチョウ - 菅まどか
- サーバル - 野中藍

- コツメカワウソ - 近藤玲奈
- アルパカ・スリ - 藤井ゆきよ
- オイナリサマ ‐ 佐藤遥
- ジャイアントパンダ - 前田佳織里
- レッサーパンダ - 遠野ひかる
- タヌキ - 加藤里保菜
- ホワイトタイガー - 野口真緒
- オオフラミンゴ - 幸野ゆりあ
- ドール - 和泉風花
- ミーアキャット - 柳原かなこ
- マイルカ - 伏見はる香
- ブラックバック - 未来みき
- タスマニアデビル - 小泉萌香
- オーストラリアデビル - 船戸ゆり絵

### けものフレンズ3 LIVE
2019年11月9日、LINE CUBE SHIBUYAで開催された。けものフレンズプロジェクトが主催し、セガゲームスが協力している。
参加キャラクター - キャスト
- サーバル - 尾崎由香
- フェネック - 美坂朱音
- アライグマ - 小野早希
- コウテイペンギン - 根本流風
- ジェンツーペンギン - 田村響華
- イワトビペンギン - 相羽あいな
- フンボルトペンギン - 築田行子
- ドール - 和泉風花
- ミーアキャット - 柳原かなこ

- マイルカ - 伏見はる香
- ブラックバック - 未来みき
- タスマニアデビル - 小泉萌香
- オーストラリアデビル - 船戸ゆり絵
- カラカル - 小池理子
- マーゲイ - 山下まみ
- ジャイアントペンギン - 松本梨香
- ニセマーゲイ - 白鳥久美子

### けものフレンズ3 LIVE ～1st anniversary～
2020年9月22日、品川インターシティホールで開催された。オープニングアクトは、ドール役和泉風香（和太鼓）、小山豊（編曲、三味線）、小山清雄（三味線）、小湊昭尚（尺八）、山部泰嗣（和太鼓）の5人によって構成される和楽器演奏チームによる、ようこそジャパリパークへの演奏。けものフレンズプロジェクトが主催する。
参加キャラクター - キャスト
- ドール - 和泉風花
- ミーアキャット - 柳原かなこ
- マイルカ - 伏見はる香
- ブラックバック - 未来みき
- タスマニアデビル - 小泉萌香
- オーストラリアデビル - 船戸ゆり絵
- フェネック - 美坂朱音
- アライグマ - 小野早希

- ミナミコアリクイ - ほなみ
- マレーバク - 久遠エリサ
- カタカケフウチョウ - 八木ましろ
- カンザシフウチョウ - 菅まどか
- カレンダ - 京香
- トキ - 金田朋子
- リカオン - 足立梨花

### 関連商品（ライブイベント）
DVD 
『けものフレンズ LIVE ～PPP LIVE～ SPECIAL BOX』のみファミリーマート販売。その他は、クリオンマーケットから発売。けものフレンズLIVE～どうぶつビスケッツLIVE～は、けものフレンズ2ブルーレイ第4巻に収録。
| 品名                                         | 発売日        | 規格品番          | 枚数  | 映像特典                                                                        | 備考 |
| -------------------------------------------- | ------------- | ----------------- | ----- | ------------------------------------------------------------------------------- | --- |
| けものフレンズLIVE                           | 2018年1月11日 | EAN 4573417360051 | 1枚組 | ・東京・大阪公演舞台裏オフショット ・大阪公演時初披露曲                         | 東京公演がフル尺。大阪公演は差分のみ収録している                                                                     |
| けものフレンズ LIVE ～PPP LIVE～ SPECIAL BOX | 2019年3月22日 | EAN 4573417360068 | 2枚組 | ・「PPPのゆるぺぱ！」公開収録映像 ・舞台裏オフショット                          | |
| けものフレンズPARTY                          | 2020年1月24日 | EAN 4573417360082 | 1枚組 | ・舞台裏オフショット                                                            | 当初2019年11月30日発売予定だったが、編集都合で12月31日に延期になり、製造工程でエラーが発見され現在の発売日となった。 |
| けものフレンズ3 LIVE                         | 2020年5月20日 | EAN 4573417360099 | 1枚組 | ・キャッチフレーズをつけようのコーナー～はなまるアニマル編～ ・オフショット映像 | |

## イベント

### けものフレンズSHOP
けものフレンズの関連商品を販売するショップ。4回目に関しては、アニメ放送直後だったこともありグッズ完売状態が続いた。
| タイトル                                        | 期間                     | 会場                                             |
| ----------------------------------------------- | ------------------------ | ------------------------------------------------ |
| けものフレンズSHOP IN AKIHABARA SPECIAL         | 2016年7月15日～7月31日   | 東京アニメセンターオフィシャルショップ@AKIBAINFO |
| けものフレンズSHOP IN AKIHABARA SPECIAL         | 2016年10月8日～10月23日  | 東京アニメセンターオフィシャルショップ@AKIBAINFO |
| けものフレンズSHOP+                             | 2016年12月28日～12月31日 | 東京アニメセンターオフィシャルショップ@AKIBAINFO |
| けものフレンズSHOP IN SHINJUKU SPECIAL          | 2017年4月14日～4月27日   | 新宿マルイアネックス 6F イベントスペース         |
| けものフレンズショップ～SHINJUKU SPECIAL 2019～ | 2019年4月12日～4月23日   | 新宿マルイアネックス 6F イベントスペース         |
| けものフレンズ SHOP 2022 in SHINJUKU SPECIAL    | 2022年2月15日～3月6日    | 新宿マルイ アネックス 6F カレンダリウム4         |
| けものフレンズ SHOP 2022 in HAKATA              | 2022年5月7日～同月18日   | 博多マルイ                                       |
| けものフレンズ SHOP 2022 in KANAZAWA            | 2022年12月17日～同月29日 | 香林坊大和                                       |

### けものフレンズおきなわちほー
2017年7月1日から沖縄県限定のけものフレンズ商品が発売された。土産店からの依頼で商品を置くことになった。当初は既存の商品のみを置く予定だったが、サンドスターやシーサーなどけものフレンズの設定が沖縄由来のものが多いことから、吉崎観音が新規フレンズを描き、新規ロゴを加えて限定商品化した。当時はけものフレンズの放送がない地域だったが、本イベントの参加企業からの出資があり、沖縄県での放送を行った。

### もりのおんがくかい
オーケストラによるアニメ『けものフレンズ』の楽曲の演奏コンサート。合計3日程行われている。3日程通して指揮者は竹本泰蔵。
- けものフレンズ×東京フィルハーモニー交響楽団「もりのおんがくかい」

2017年7月30日、東京オペラシティ コンサートホールで開催。昼夜の2公演。主催、「もりのおんがくかい」実行委員会。企画、けものフレンズプロジェクト。協力、Age Global Networks、エイベックス・エンタテインメント。
- けものフレンズ×関西フィルハーモニー管弦楽団「もりのおんがくかい」

2017年12月14日、ザ・シンフォニーホールで開催。1公演。主催・企画・協力は、けものフレンズ×東京フィルハーモニー交響楽団「もりのおんがくかい」と同一。
- けものフレンズ×東京フィルハーモニー交響楽団 「もりのおんがくかい 〜Final〜」

2018年7月21日、東京オペラシティ コンサートホールで開催。主催、「もりのおんがくかい」実行委員会。企画、けものフレンズプロジェクト。協力、けものフレンズがーでん。

### けものフレンズがーでん
「お祭りだよ！けものフレンズがーでん」は野外フードパーク。楽園タウンの屋上で開催された。第1弾、2017年7月13日～2017年10月31日。第2弾2018年7月20日～2018年10月31日。
2017年10月7日、8日には、幕張メッセ１０・１１ホールで、スピンオフイベント「Oh!祭だよ！けものフレンズがーでん 幕張メッセで春のどったんばったん大騒ぎぃ！」が開催された。
2018年4月7日、8日にはさがみ湖リゾート プレジャーフォレスト第一駐車場で、スピンオフイベント「Oh!ピクニックだよ！けものフレンズがーでん さがみ湖リゾートプレジャーフォレストで春のどったんばったん大宴会～！」が開催された。

### コンセプトデザイン展
吉崎観音のコンセプトデザイン画を展示する展覧会。パルコが主催し、手塚プロダクションが制作を行っている。
- けものフレンズ 吉崎観音コンセプトデザイン展

池袋パルコで2017年8月24日～同年9月11日。広島パルコで2017年9月22日～同年10月10日。名古屋パルコで2017年11月17日～同年11月27日。札幌パルコで2018年4月26日～同年5月13日。計4か所の会場で行われた。手塚プロダクションの新見秀和がプロデューサーを務めた。池袋会場では、9月3日に来場者数1万人を突破した。
- けものフレンズわーるど

池袋パルコで2019年6月7日～6月24日に開催された。当時配信前だったけものフレンズ3までを含めた展示会となっている。

### けものフレンズ運動会
2020年4月26日に3331 Arts Chiyoda体育館で開催予定だった来場者参加のイベント。コロナウイルス感染症の影響で中止になった。

### 関連商品（イベント）
CD
2017年7月30日に行われた『けものフレンズ×東京フィルハーモニー交響楽団「もりのおんがくかい」』の内容を収録したCD。2018年1月24日発売。2枚組。
収録内容
| #  | タイトル                                                                                          | 作詞 | 作曲・編曲 |
| -- | ------------------------------------------------------------------------------------------------- | ---- | ---------- |
| 1. | 「オープニング（けものパレード）」                                                                |      |            |
| 2. | 「メドレーI（風を感じて～てんやわんや～ほがらかな2匹～かわいい2匹）」                             |      |            |
| 3. | 「メドレーII（凪～水辺のやすらぎ～洞窟の奥～スコールが来た！）」                                  |      |            |
| 4. | 「メドレーIII（ジャングルの中で～とぼけた仲間達～楽しい仲間達～動物紹介～けもの達のいきづかい）」 |      |            |
| 5. | 「メドレーIV（サンドスター～ようこそジャパリパークへ）」                                          |      |            |
| #  | タイトル                                                                                           | 作詞 | 作曲・編曲 |
| -- | -------------------------------------------------------------------------------------------------- | ---- | ---------- |
| 1. | 「V（セルリアン）」                                                                                |      |            |
| 2. | 「VI（一筋縄ではいかないミーティング、さわがしい2匹）」                                            |      |            |
| 3. | 「メドレーVII（けもの達の哀しみ～お家ができた！～ほっこり温泉～けもの達のクッキング）」            |      |            |
| 4. | 「メドレーVIII（自然の中で～不安な瞬間～けものおばけ）」                                           |      |            |
| 5. | 「メドレーIX（けもの達のたたかい）」                                                               |      |            |
| 6. | 「メドレーX（強大な敵～フィナーレ）」                                                              |      |            |
| 7. | 「メドレーXI（ようこそジャパリパークへ～大空ドリーマー～ホップステップフレンズ～ぼくのフレンド）」 |      |            |
| 8. | 「アンコール（ようこそジャパリパークへ）」                                                         |      |            |
BD
2017年7月30日に行われた『けものフレンズ×東京フィルハーモニー交響楽団「もりのおんがくかい」』の内容を収録したBlu-ray Disc。2018年1月24日発売。Blu-ray Disc1枚組。収録内容は映像があることを除きCDと同一。

## クラウドファンディング
ニホンザル300匹を救え！ 南伊豆 波勝崎モンキーベイ誕生プロジェクト
「けものフレンズ」presentsどうぶつ図鑑に出演していた白輪剛史が社長を務める会社レップジャパンが、南伊豆町からの要請を受け波勝崎苑を波勝崎モンキーベイとして、再建するためのクラウドファンディングプロジェクト。2020年3月27日、南伊豆町役場で白輪剛史とちく☆たむで会見を行い、同年4月7日～6月5日の期間で行うと発表した。
ちく☆たむの2人が、知人である白輪剛史がこのプロジェクトに関わっていることをネットニュースで知り、勝手に応援を表明。応援歌である「ウキウキウッキッキー」（作曲：田村響華、作詞：築田行子、編曲：多田彰文）を、田村がDTMステーションPlus!でミニコーナー「田村響華と今日からDTM♪」を行っている縁で多田彰文の協力を受けながら制作を行った。
会見では、追加で『動物保護と町の活性化』という主旨に共感したという、けものフレンズプロジェクトも本プロジェクトに協力することを発表し、返礼品のデザインに関わることが発表された。この協力時に、吉崎観音がニホンザルのフレンズを書き下ろしている。
那須どうぶつ王国　-自然にいざなう“野生への扉”プロジェクト-
2020年9月7日～11月6日の期間で行われた、那須どうぶつ王国のクラウドファンディングの返礼品の1つとして、けものフレンズコラボの返礼品が用意された。本コラボのために、新しくツシマヤマネコのフレンズが書き下ろされている。
神戸どうぶつ王国「花と動物と人との懸け橋プロジェクト セカンドチャレンジ」
2021年7月30日～9月30日の期間で行われた、神戸どうぶつ公園のクラウドファンディングの返礼品の1つとして、けものフレンズコラボの返礼品が用意された。本コラボのために、サーバルの双子の赤ちゃんモチーフのフレンズが書き下ろされている。
花園教会水族館10周年記念イベント クラウドファンディング
2022年6月7日～9月5日の期間で行われた、花園教会水族館のクラウドファンディングの返礼品の1つとして、けものフレンズコラボの返礼品が用意された。

## NFT
けものフレンズプロジェクトと、株式会社ルーラによる共同プロジェクトとして、2024年11月上旬から、Web3プロジェクト第1弾のけものフレンズDiaryを開始する。内容は、世界各地の動物園・水族館で、NFT化されたデジタルカードを取得する位置情報連動型NFTプロジェクト。

## コラボレーション
動物園・水族館
| タイトル                                                                      | 場所                                                                                                   | 期間                                          | 新フレンズ                                         | イベント                                                                                |
| ----------------------------------------------------------------------------- | --- | --------------------------------------------- | -------------------------------------------------- | --------------------------------------------------------------------------------------- |
| 東武動物公園×けものフレンズ                                                   | 東武動物公園                                                                                           | 2017年4月22日 - 6月25日                       |                                                    | トークショー(5/20) 築田行子                                                             |
| みさき公園×けものフレンズ                                                     | みさき公園                                                                                             | 2017年7月6日 - 9月19日                        | ホオジロカンムリヅル、スマトラトラ                 | トークショー(8/26) 野中藍、小野早稀、築田行子                                           |
| 「東武動物公園×けものフレンズ」サマーナイトZOO                                | 東武動物公園                                                                                           | 2017年7月15日 - 9月3日の土日祝 8月11日 - 15日 |                                                    |                                                                                         |
| 那須どうぶつ王国×けものフレンズ                                               | 那須どうぶつ王国                                                                                       | 2017年7月22日 - 10月9日                       |                                                    | トークショー(9/10) 上原あかり、田村響華                                                 |
| のんほいパーク×けものフレンズ                                                 | のんほいパーク                                                                                         | 2017年7月22日 - 9月24日                       |                                                    | トークショー(9/10) 松井恵理子、本宮佳奈、根本流風                                       |
| ジャパリバスツアーぐんまちほー行き                                            | 野生の王国 群馬サファリパーク、かぶら文化ホール[注釈 14]                                               | 2017年7月29日                                 | スマトラゾウ、エランド、ムフロン                   | トークショー(7/29) 尾崎由香、本宮佳奈、小野早稀、根本流風、築田行子、田村響華、山下まみ |
| 千葉市動物公園×けものフレンズ                                                 | 千葉市動物公園                                                                                         | 2017年9月16日 - 10月15日                      |                                                    | トークショー(10/9) 田村響華、築田行子、近藤玲奈                                         |
| 「みさき公園×けものフレンズ」第2弾 飛び出せ、みさきフレンズ                   | みさき公園                                                                                             | 2017年9月21日 - 11月28日                      | カグヤコウモリ                                     |                                                                                         |
| 多摩動物公園井の頭自然文化園×けものフレンズ                                   | 多摩動物公園井の頭自然文化園                                                                           | 2017年9月21日 - 10月22日                      |                                                    |                                                                                         |
| 東武動物公園×けものフレンズ                                                   | 東武動物公園                                                                                           | 2017年11月11日 - 2018年1月8日                 |                                                    | トークショー(11/11) 築田行子                                                            |
| 長崎バイオパーク×けものフレンズ                                               | 長崎バイオパーク                                                                                       | 2017年12月23日 - 2018年3月31日                | デグー                                             | トークショー(2/21) 本宮佳奈、小野早稀、田村響華、築田行子、根本流風                     |
| のんほいパーク×けものフレンズ                                                 | のんほいパーク                                                                                         | 2018年1月2日 - 1月4日                         |                                                    |                                                                                         |
| 井の頭自然文化園×けものフレンズ[注釈 15]                                      | 井の頭自然文化園                                                                                       | 2018年1月25日 - 4月8日                        |                                                    |                                                                                         |
| 札幌市円山動物園×けものフレンズ[注釈 16]                                      | 札幌市円山動物園                                                                                       | 2018年2月5日 - 2月27日                        |                                                    | トークショー(2/6) 山下まみ、築田行子                                                    |
| 「のんほいパーク×けものフレンズ」第2弾                                        | 豊橋市総合動植物園                                                                                     | 2018年3月17日 - 5月20日                       | パタスザル                                         | トークショー(5/12) 松井恵理子、尾崎由香、築田行子                                       |
| 「東武動物公園×けものフレンズ」第3弾 2018年もとうぶフレンズに会いに行くのだ！ | 東武動物公園                                                                                           | 2018年4月21日 - 7月1日                        | ヘビクイワシ、エジプトガン、マンドリル、マントヒヒ |                                                                                         |
| サンシャイン水族館×けものフレンズ                                             | サンシャイン水族館                                                                                     | 2018年5月10日 - 5月31日                       |                                                    |                                                                                         |
| 静岡市立日本平動物園×けものフレンズ                                           | 静岡市立日本平動物園                                                                                   | 2018年6月30日 - 9月2日                        | フタユビナマケモノ、ミユビナマケモノ               |                                                                                         |
| 那須どうぶつ王国×けものフレンズ                                               | 那須どうぶつ王国                                                                                       | 2018年7月12日 - 10月8日                       | コクチョウ、ライチョウ                             | トークショー(9/30) キャスト：津田美波、田村響華[216][217]                               |
| 福山市立動物園×けものフレンズ                                                 | 福山市立動物園                                                                                         | 2018年8月1日 - 9月30日                        |                                                    |                                                                                         |
| サンシャイン水族館×けものフレンズ すごーい!たーのしー!コラボ企画第2弾         | サンシャイン水族館                                                                                     | 2018年9月7日 - 9月24日                        | ケープペンギン、モモイロペリカン                   | トークショー(9/16) キャスト：佐々木未来、根本流風、近藤玲奈[218]                        |
| 「みさき公園×けものフレンズ」第4弾 飛び出せ、みさきフレンズ2018               | みさき公園                                                                                             | 2018年9月14日 - 10月31日                      | シュバシコウ                                       |                                                                                         |
| トキの森公園×けものフレンズ                                                   | トキの森公園                                                                                           | 2018年9月15日 - 10月31日                      |                                                    |                                                                                         |
| 京都市動物園×けものフレンズ                                                   | 京都市動物園                                                                                           | 2018年9月7日 - 9月24日                        | アムールトラ                                       | トークショー(9/29) キャスト：本宮佳奈、根本流風[219]                                    |
| 秋吉台自然動物公園サファリランド×けものフレンズ[注釈 17]                      | 秋吉台自然動物公園サファリランド                                                                       | 2018年9月5日 - 11月16日                       |                                                    | トークショー(9/15) キャスト：田村響華、築田行子                                         |
| 神戸どうぶつ王国×けものフレンズ[注釈 17]                                      | 神戸どうぶつ王国                                                                                       | 2018年10月1日 - 11月25日                      | ワオキツネザル                                     |                                                                                         |
| サファリリゾート姫路セントラルパーク×けものフレンズ[注釈 17]                  | サファリリゾート姫路セントラルパーク                                                                   | 2018年10月1日 - 11月25日                      |                                                    |                                                                                         |
| 岡山県自然保護センター×けものフレンズ                                         | 岡山県自然保護センター                                                                                 | 2018年11月3日 - 12月27日                      |                                                    |                                                                                         |
| 日立市かみね動物園×けものフレンズ                                             | 日立市かみね動物園                                                                                     | 2018年11月18日 - 12月30日                     | ウミウEX、カワウ                                   |                                                                                         |
| 長崎バイオパーク×けものフレンズ                                               | 長崎バイオパーク                                                                                       | 2018年12月22日 - 2019年3月31日                |                                                    | トークショー(3/21) キャスト：小野早稀、下地紫野                                         |
| のんほいパーク×けものフレンズ                                                 | のんほいパーク                                                                                         | 2019年1月8日 - 3月3日                         |                                                    |                                                                                         |
| 横浜・八景島シーパラダイス×けものフレンズ[注釈 18]                            | 八景島シーパラダイス                                                                                   | 2019年2月1日 - 3月31日                        | セイウチ                                           |                                                                                         |
| 仙台うみの杜水族館×けものフレンズ[注釈 18]                                    | 仙台うみの杜水族館                                                                                     | 2019年2月1日 - 3月31日                        |                                                    |                                                                                         |
| 羽村市動物公園×けものフレンズ[注釈 18]                                        | 羽村市動物公園                                                                                         | 2019年2月1日 - 3月31日                        |                                                    |                                                                                         |
| 岡山県自然保護センター×けものフレンズ                                         | 岡山県自然保護センター                                                                                 | 2019年5月3日 - 6月30日                        |                                                    |                                                                                         |
| 熊本市動植物園×けものフレンズ 第1弾                                           | 熊本市動植物園                                                                                         | 2019年8月1日 - 10月14日                       |                                                    |                                                                                         |
| 日立市かみね動物園×けものフレンズ                                             | 日立市かみね動物園                                                                                     | 2020年1月2日 - 2月11日                        |                                                    |                                                                                         |
| 花園教会水族館×けものフレンズ                                                 | 花園教会水族館                                                                                         | 2020年2月1日 - 3月29日[220]                   |                                                    |                                                                                         |
| 『けものフレンズ』と行く もっと知りたい！もっと見たい！めぐろう動物園         | 伊豆アニマルキングダム、 神戸どうぶつ王国、のんほいパーク、羽村市動物公園、日立市かみね動物園[注釈 19] | 2021年2月11日 - 3月7日[221]                   |                                                    |                                                                                         |
| シロサイ来園記念 東武動物公園×けものフレンズ                                  | 東武動物公園                                                                                           | 2021年4月1日 - 5月31日[222]                   |                                                    |                                                                                         |
| 沼津港深海水族館～シーラカンス・ミュージアム～×けものフレンズ                 | 沼津港深海水族館                                                                                       | 2023年6月19日 - 7月3日[223]                   | シーラカンス、メンダコ                             |                                                                                         |
| 豊橋総合動植物公園×けものフレンズ                                             | 豊橋総合動植物公園                                                                                     | 2023年8月17日 - 9月2日[224]                   | サーバル(NEW！)、ツチブタ                          |                                                                                         |
ゲーム
- WIXOSS - 2016年8月4日に発売された『WX-14 ウィクロスTCG ブースターパック サクシードセレクター』に吉崎観音描きおろしイラストのカード「幻獣サーバル」「幻獣キタキツネ」が収録。
- ChaosTCG（ブシロード） - 吉崎観音描きおろしイラストのカードを含む『大集合！もふもふブースターパック「けものフレンズ」』が2017年に4月14日発売された。
- ARTILIFE（ドワンゴ） - 2018年11月23日からサービス開始日の12月18日まで「ARTILIFE×けものフレンズ事前登録キャンペーン」を行い、サービス開始後ラッキービーストとセルリアンのコラボアイテムがプレゼントされた。
- ガールズ＆クリーチャーズ(CTW) - 2021年2月9日～同月22日にコラボイベント。
- まものダンジョン（clony Inc.） - 2021年11月1日よりコラボイベント。
- トキメキファンタジー ラテール(Happy Tuk) - 2022年1月13日から2月10日までコラボイベントを開催。
- ナナリズムダッシュ(サミーネットワークス) - 2022年5月24日から6月7日まで、ぱちすろ けものフレンズとのコラボイベントを開催。
- えとはなっ！(UNBALANCE) - 2024年4月23日～5月14日までコラボイベントを開催。コラボ限定デザインの実物花札プレゼント企画も行われた。

飲食
- ULTRA DIRECT - 2017年4月29日～2018年春まで、コラボカフェ『JAPARI CAFE』を開催した。2017年6月28日にはリニューアルを行い、店名が『けものフレンズCAFE～JAPARI CAFE CONCEPT SINCE 2017～』に変更になっている。
- シャッツキステ - 2016年7月15日～同月31日、2017年6月7日～同月25日の2回、けものフレンズ×シャッツキステ「JAPARI CAFE」を開催。
- ChugaiGraceCAFE（渋谷modi7階） - 「hmv museum × けものフレンズ」会期（2017年8月20日～9月24日）に合わせて、『hmv museum × けものフレンズ presents ～PPP CAFE～』を開催した。
- アドレス（池袋パルコ6階） - 「けものフレンズ 吉崎観音コンセプトデザイン展」会期（2017年8月24日～9月11日）に合わせて、コラボカフェ『サーバルキッチン』を実施。
- ロッテリア - 2017年11月16日から、「けものフレンズ満足セット」を販売。また、オリジナルラバーストラップセットを一部店舗限定で販売した。
- なか卯 - 2018年2月1日～同月28日にコラボキャンペーン開催。対象メニューを注文することで吉崎観音描きおろしデザインを含むコラボイラストカードをもらえた他、ポイントを集めることでコラボどんぶりをもらえた。
- プリンセスカフェ - 2018年2月9日～同年3月18日に「かまくらカフェ」開催。
- 紅虎餃子房（札幌パルコ8階） - 「けものフレンズ 吉崎観音コンセプトデザイン展」会期（2018年4月26日～5月13日）に合わせて、コラボカフェ『サーバル飯店』を実施。
- アニメイトカフェキッチンカー - 2018年5月25日～同年6月24日にコラボ開催。

版権
- ケロロ軍曹 - キャラクターデザインの吉崎観音の作品。ネクソン版けものフレンズでコラボイベント。また、漫画『ケロロ軍曹』でけものフレンズのキャラクターがゲスト出演した。「GOGOくまもとガイドツアー」は2作品と熊本市のコラボになっている。
- 攻殻機動隊 - ネクソン版けものフレンズでコラボイベント。
- 手塚治虫作品 - 手塚治虫作品 - 下記のコラボレーションの他にも、けものフレンズ3で火の鳥やユニコとのコラボが行われている。
  - 火の鳥 - 2017年3月29日～同年4月10日開催『手塚治虫の美男美女展～優艶～』にて火の鳥のコラボフレンズが作成された。
  - ジャングル大帝 - 2018年9月1日から2019年1月31日まで行われた、リアル謎解きゲームin千葉市動物公園の開催を記念して、レオ、ココ、トミーのコラボフレンズが作られ、商品が販売された。

- SNOW MIKU 2018 - 2018年2月5日から2月12日まで札幌で開催されたSNOW MIKU 2018のグッズとして、吉崎観音によるラビット・ユキネのフレンズや雪ミクのイラスト商品などが販売された。
- サンリオキャラクターズ - 2018年4月ごろコラボグッズを発売。
- あらいぐまラスカル - AnimeJapan 2018にてコラボグッズを発売。

コンビニエンスストア
- ファミリーマート - 複数回にわたりコラボを行っている。2017年11月10日には流行語大賞候補から商品化する企画を行い、「けものフレンズ」と「忖度」でアンケートを取った結果忖度が商品化されることになりマツコ・デラックスが苦言を呈すなど、話題になった。
  - 2017年11月28日～同年12月25日まで「クリスマスキャンペーン」を開催。
  - 2017年12月5日～2018年1月1日までの期間限定で「ファミチキ先輩」とのコラボLINEスタンプを無料配布。
  - 2018年1月15日から「イーネット」とのコラボレーションCMをTV放映。ATMを探す女性役で尾崎由香、店員役で築田行子が出演した。
  - 2018年1月16日～同年2月3日まで「ウィンターフェス」でコラボレーション。イベント期間中の1月16日から限定150万食限定で、「じゃぱりまん」ラム酒チョコ味とチーズカレー味を販売。また、このコラボレーションに際しCMが制作され、TV放映されている。
  - 2018年1月26日まで、けものフレンズぱびりおんとコラボした「サーバルロール」を販売。
  - 2018年2月1日～同月28日まで「ゆうちょ銀行×けものフレンズキャンペーン」実施。
  - 2018年2月6日～同月14日まで「けものフレンズ バレンタインキャンペーン」を実施。
  - 2018年4月10日から「LOTTE×けものフレンズキャンペーン」を実施。キャンペーンの一環として9月2日に、「ファミリーマート×ロッテpresents 『けものフレンズ LIVE』」を開催した。
  - 2018年7月24日に「けものフレンズマンチョコ」を数量限定で発売。

衣料品
- しまむら - 2018年2月22日からコラボデザインの衣料品を販売。
- SuperGroupies - 2018年7月ごろから、サーバル、かばん、トキをイメージしたコラボアイテムを発売した。

アプリ
- 鬼から電話 - 2018年4月27日からコラボ仮想電話が配信開始した。サーバルとPPPの2種類存在し、PPPは2018年5月31日までの限定でサンシャインシティ付近限定でダウンロードできた。
- MAPLUS+声優ナビ - 2018年4月26日からキャラチェンジセットシリーズを配信開始した。第1弾がどうぶつビスケッツの3人。第2弾はPPPの5人で、2018年5月25日から配信開始。第3弾はアルパカ・スリとラッキービーストの2人で、2018年6月19日から配信開始。

その他
- サントリーフーズ - 2017年6月27日から、イオンで対象商品を購入すると鳥綱フレンズをあしらったコラボB5ノートがプレゼントされた。
- 南砂町ショッピングセンターSUNAMO - 2017年7月15日～同年8月31日まで、どうぶつビスケッツ×PPPのトークイベントやグッズ販売、キャラパネルの展示を行った。
- オンキヨー - 2017年8月7日から同年9月29日まで、コラボイヤフォンが予約限定発売された。パッケージは、吉崎観音描きおろし。サーバルとPPPの2つのデザインが発売された。
- hmv museum - 2017年8月20日～同月24日まで、けものフレンズの企画展を行った。限定グッズの販売や舞台「けものフレンズ」の衣装の展示を行った。
- 日産CUBE - 2018年1月16日～同年2月15日のキャンペーンで、リアノブのデコレーションステッカー「#cubeのしっぽ」のコラボデザインとして抽選で配布された。
- 三井住友カード - 2018年11月30日からコラボデザインの「けものフレンズVISAカード」の発行を行った。カードのデザインは、吉崎観音描き下ろしのサーバルとミライのイラスト。
- 理科年表 - 2019年11月18日に発売。コラボデザイン帯とリーフレットが付属するほか、店頭購入でブックカバー、アンケート回答でコラボグッズがプレゼントされた。
- 田無神社 - 2024年3月8日～24日の間、五龍キャラの立て看板の設置や、限定グッズ購入でAR体験が出来る催しが行われた。2024年9月15日～29日の間、2回目のコラボイベントが行われた。
- 利根川大花火大会 - 2024年9月14日に行われた花火大会内で、けものフレンズプロジェクト10周年を記念したコラボレーションを行った。